# Alyssum tavolarae
Alyssum tavolarae là một loài thực vật có hoa trong họ Cải. Loài này được Briq. mô tả khoa học đầu tiên năm 1913.